# Referentiekader
Een referentiekader is het algemene schemastructuur voor een analyse of inleiding ter verwerking van informatie.
In de natuurkunde wordt - om waarnemingen te beschrijven - vaak een coördinatenstelsel gebruikt om een plaats te beschrijven, en daarnaast is er een tijdcoördinaat. Beide worden ook gecombineerd tot een coördinatenstelsel voor de ruimtetijd.
In literaire analyse duidt het op het plaatsen van een tekst in een bepaald referentiekader om hem beter te kunnen begrijpen. Termen als schema, frame, scenario en context verwijzen naar dit streven. Zo kan men een tekst interpreteren vanuit het leven van de auteur (biografische context), vanuit een bepaalde maatschappijvisie (zoals het marxisme) of vanuit een visie op de mens (zoals humanisme of psychoanalyse).
Bij historische analyses spelen de volgende items een rol:
- Tijd: Specifieke datum of periode van de geschiedenis (gaande van prehistorie tot eigen tijd) of een overkoepelend domein (ancien régime, moderne tijd, e.d.)
- Ruimte: De plaats waar de feiten zich afspeelden
- Socialiteit (ook domein): het levensaspect dat de historische informatie bevat. Socio-economisch, politiek of cultureel. Kan betreffende ook worden opgesplitst in deeldomeinen. Zo wordt politiek onderverdeeld in politiek-territoriaal en politiek-bestuurlijk. De verschillende deeldomeinen van cultuur zijn religie, kunst, wetenschap/techniek en leefgewoonten.
- Probleemstelling: Indeling van de historische informatie, bespreekt meestal de logische structuur van oorzaak, conflict, oplossing, gevolg.